# Berliet AM4
Der Berliet AM4, auch Berliet 14CV genannt, war eine Weiterentwicklung des Berliet AM  aus dem Jahre 1915.

## Geschichte und Technik
Das Fahrzeug erhielt seine allgemeine Betriebserlaubnis  durch den örtlich und sachlich zuständigen Inspecteur des Mines am 5. Mai 1915.  Für Fahrzeuge dieses Typs wurden die Chassisnummern 17281–17600 reserviert. Sollten diese alle lückenlos vergeben worden sein, wären 320 Berliet AM4 gebaut worden. Das Auto wurde beim französischen Militär als Stabsfahrzeug und mit einem Kofferaufbau als Sanitätswagen verwendet.
Gegenüber dem Berliet AM war der Hub von 120 auf 140 mm vergrößert worden, das Auto hatte also einen Hubraum von 2815 cm³. Steuerlich war das Auto mit 14 CV fiscaux eingestuft, die bei 1560/min. abgegebene effektive Leistung ist nicht überliefert.
Das Getriebe hatte vier Vorwärtsgänge und einen Rückwärtsgang. Der Antrieb erfolgte über eine Kardanwelle auf die Hinterachse.